# Giáo hoàng Cêlestinô II
Cêlestinô II (Latinh: Celestinus II) là người kế nhiệm Giáo hoàng Innocent II là vị giáo hoàng thứ 165 của giáo hội công giáo.
Theo niên giám tòa thánh năm 1806 thì ông đắc cử Giáo hoàng năm 1143 và ở ngôi Giáo hoàng trong 5 tháng 13 ngày. Niên giám tòa thánh năm 2003 xác định ông đắc cử Giáo hoàng ngày 26 tháng 9 năm 1143, ngày khai mạc chức vụ mục tử đoàn chiên chúa là ngày 3 tháng 10 và ngày kết thúc triều đại của ông là ngày 8 tháng 3 năm 1144.
Tên Celestinus II đã được chọn bởi một Giáo hoàng vừa mới được bầy ngày 15 tháng 12 năm 1124, nhưng ông này đã phải từ bỏ ngay ngày hôm sau do bị cưỡng bức và vì lý do đó ông không bao giờ xuất hiện trong danh sách các Giáo hoàng.
Giáo hoàng Celestine sinh tại Cità di Castello. Với sự giúp đỡ của Thánh Bernard, ông đã hoà giải những xung đột và tranh luận trong nội bộ Giáo hội nhưng kết cục chẳng đi đến đâu.
Bị hăm doạ bởi những cuộc nổi loạn mới, ông đã về hưu ở một tu viện được công sự hoá, cuộc đời ngài kết thúc tại đây. Celestinus II cố gắng chấm dứt chiến tranh giữa Scotland và Anh quốc nhưng ông không thể tái lập hoà bình tại Ý. 